# شهد بلان
شهد محمد بلان (17 أكتوبر 1988 -) هي مذيعة أخبار سورية تعمل حاليا في قناة ام بي سي.

## حياتها ونشأتها
من مواليد 17 أكتوبر 1988 سورية الأصل من مدينة السويداء تنحدر من عائلة فنية، فابن عم والدها المطرب الراحل فهد بلان.تخرجت من الجامعة الأمريكية في دبي بعام 2011م، من كلية الشيخ محمد بن راشد للإعلام وتخصصت في الإخراج وصناعة الأفلام.عملت في تلفزيون دبي لمدة سنتين وكانت تقدم برنامج سياحي باسم الموعد على قناة دبي، ثم في حزيران 2013 انضمت لمؤسسة إم بي سي لتعمل كمذيعة أخبار على قناة MBC1 بنشرة التاسعة.